# 1956 a vasúti közlekedésben
Ez a szócikk a 1956-ban történt vasúti eseményeket mutatja be.

## Események Magyarországon
- December 11–12. - Országos sztrájk, szünetel a vasúti forgalom, nincs tömegközlekedés.[1]
- december 10. – Ketten súlyosan, többen pedig könnyebben megsérültek, amikor kisiklott a Váchartyán és Vácrátót között közlekedő személyvonat. A vizsgálat megállapította, hogy a baleset oka az volt, hogy ismeretlenek felszedték a síneket.[2]
- december 13. - Felrobbantották a síneket Cegléd és Nyársapát között.[1]